# Amfiregulin
Amfiregulin, takođe poznat kao AREG, je protein koji je kod ljudi kodiran AREG genom.

## Funkcija
Protein kodiran ovim genom je član familije epidermalnih faktora rasta (EGF).
On je autokrini faktor rasta kao i mitogen za astrocite, Švanove ćelije, fibroblaste. On je srodan sa epidermalnim faktorom rasta (EGF) i transformirajućim faktorom rasta alfa (TGF-alfa). Ovaj protein interaguje sa receptorom epidermalnog faktora rasta (EGFR) i promoviše rast normalnih epitelijalnih ćelija.

## Biološka uloga
Estradiol i progesteron uglavnom indukuju izražavanje amfiregulina da bi posrdovao razviće kanala mlečnih žlezda. Za amfiregulin je utvrđeno da je esencijalan za razviće mlečnih kanala, što je dokazano odsustvom rasta kanala kod amfiregulinkih nokaut miševa. To je slično sa fenotipom EGFR i ERα nokaut miševa, koji isto tako pokazuju odsustvo razvića kanala.

## Klinički značaj
Mutacije u kodiranom proteinu su vezane sa psorijazi sličnim fenotipu kože.

## Literatura
- Culouscou JM, Remacle-Bonnet M, Carlton GW,  . (1993). „Colorectum cell-derived growth factor (CRDGF) is homologous to amphiregulin, a member of the epidermal growth factor family”. Growth Factors. 7 (3): 195—205. PMID 1333777. doi:10.3109/08977199209046924.
- Cook PW, Mattox PA, Keeble WW,  . (1991). „A heparin sulfate-regulated human keratinocyte autocrine factor is similar or identical to amphiregulin”. Mol. Cell. Biol. 11 (5): 2547—57. PMC 360024 . PMID 2017164.
- Kimura H, Fischer WH, Schubert D (1990). „Structure, expression and function of a schwannoma-derived growth factor”. Nature. 348 (6298): 257—60. PMID 2234093. doi:10.1038/348257a0.
- Plowman GD, Green JM, McDonald VL,  . (1990). „The amphiregulin gene encodes a novel epidermal growth factor-related protein with tumor-inhibitory activity”. Mol. Cell. Biol. 10 (5): 1969—81. PMC 360543 . PMID 2325643.
- Shoyab M, Plowman GD, McDonald VL,  . (1989). „Structure and function of human amphiregulin: a member of the epidermal growth factor family”. Science. 243 (4894 Pt 1): 1074—6. PMID 2466334. doi:10.1126/science.2466334.
- Shoyab M, McDonald VL, Bradley JG, Todaro GJ (1988). „Amphiregulin: a bifunctional growth-modulating glycoprotein produced by the phorbol 12-myristate 13-acetate-treated human breast adenocarcinoma cell line MCF-7”. Proc. Natl. Acad. Sci. U.S.A. 85 (17): 6528—32. PMC 282006 . PMID 3413110. doi:10.1073/pnas.85.17.6528.
- Chen CS, Bejcek BE, Kersey JH (1995). „A mapping study of 13 genes on human chromosome bands 4q11→q25”. Cytogenet. Cell Genet. 69 (3–4): 260—5. PMID 7698025. doi:10.1159/000133976.
- Cook PW, Piepkorn M, Clegg CH,  . (1997). „Transgenic expression of the human amphiregulin gene induces a psoriasis-like phenotype”. J. Clin. Invest. 100 (9): 2286—94. PMC 508424 . PMID 9410906. doi:10.1172/JCI119766.
- Wong L, Deb TB, Thompson SA,  . (1999). „A differential requirement for the COOH-terminal region of the epidermal growth factor (EGF) receptor in amphiregulin and EGF mitogenic signaling”. J. Biol. Chem. 274 (13): 8900—9. PMID 10085134. doi:10.1074/jbc.274.13.8900.
- Reddy KB, Krueger JS, Kondapaka SB, Diglio CA (1999). „Mitogen-activated protein kinase (MAPK) regulates the expression of progelatinase B (MMP-9) in breast epithelial cells”. Int. J. Cancer. 82 (2): 268—73. PMID 10389762. doi:10.1002/(SICI)1097-0215(19990719)82:2<268::AID-IJC18>3.0.CO;2-4.
- Fernandes AM, Hamburger AW, Gerwin BI (1999). „Production of epidermal growth factor related ligands in tumorigenic and benign human lung epithelial cells”. Cancer Lett. 142 (1): 55—63. PMID 10424781. doi:10.1016/S0304-3835(99)00166-4.
- Lee SB, Huang K, Palmer R,  . (1999). „The Wilms tumor suppressor WT1 encodes a transcriptional activator of amphiregulin”. Cell. 98 (5): 663—73. PMID 10490105. doi:10.1016/S0092-8674(00)80053-7.
- Tokumaru S, Higashiyama S, Endo T,  . (2000). „Ectodomain Shedding of Epidermal Growth Factor Receptor Ligands Is Required for Keratinocyte Migration in Cutaneous Wound Healing”. J. Cell Biol. 151 (2): 209—20. PMC 2192647 . PMID 11038170. doi:10.1083/jcb.151.2.209.
- Ebert MP, Hernberg S, Fei G,  . (2001). „Induction and expression of cyclin D3 in human pancreatic cancer”. J. Cancer Res. Clin. Oncol. 127 (7): 449—54. PMID 11469683. doi:10.1007/s004320100235.
- Berquin IM, Dziubinski ML, Nolan GP, Ethier SP (2001). „A functional screen for genes inducing epidermal growth factor autonomy of human mammary epithelial cells confirms the role of amphiregulin”. Oncogene. 20 (30): 4019—28. PMID 11494130. doi:10.1038/sj.onc.1204537.
- Thøgersen VB, Sørensen BS, Poulsen SS,  . (2001). „A subclass of HER1 ligands are prognostic markers for survival in bladder cancer patients”. Cancer Res. 61 (16): 6227—33. PMID 11507076.
- Wolfgang CD, Essand M, Lee B, Pastan I (2001). „T-cell receptor gamma chain alternate reading frame protein (TARP) expression in prostate cancer cells leads to an increased growth rate and induction of caveolins and amphiregulin”. Cancer Res. 61 (22): 8122—6. PMID 11719440.
- Schiemann U, Konturek J, Assert R,  . (2002). „mRNA expression of EGF receptor ligands in atrophic gastritis before and after Helicobacter pylori eradication”. Med. Sci. Monit. 8 (2): CR53—8. PMID 11859273.
- Tørring N, Møller-Ernst Jensen K, Lund L,  . (2002). „Possible autocrine loop of the epidermal growth factor system in patients with benign prostatic hyperplasia treated with finasteride: a placebo-controlled randomized study”. BJU Int. 89 (6): 583—90. PMID 11942969. doi:10.1046/j.1464-410X.2002.02665.x.
- Hurbin A, Dubrez L, Coll JL, Favrot MC (2003). „Inhibition of apoptosis by amphiregulin via an insulin-like growth factor-1 receptor-dependent pathway in non-small cell lung cancer cell lines”. J. Biol. Chem. 277 (51): 49127—33. PMID 12356750. doi:10.1074/jbc.M207584200.